# Route nationale 36 (Madagaskar)
Die Route nationale 36 (RN 36) ist eine 119 km lange Nationalstraße in der Region Bongolava im Zentrum von Madagaskar. Sie beginnt an der RN 4 in der Ortschaft Ampanotokana (nordwestlich der Hauptstadt Antananarivo) und führt in nordwestlicher Richtung über Miantso und Maritampona nach Fenoarivo Afovoany.